# Paläoökologie
Die Paläoökologie oder Palökologie ist die Lehre von den fossilen Lebensräumen und deren Lebensgemeinschaften, betrachtet also die Ökosysteme der erdgeschichtlichen Vergangenheit.

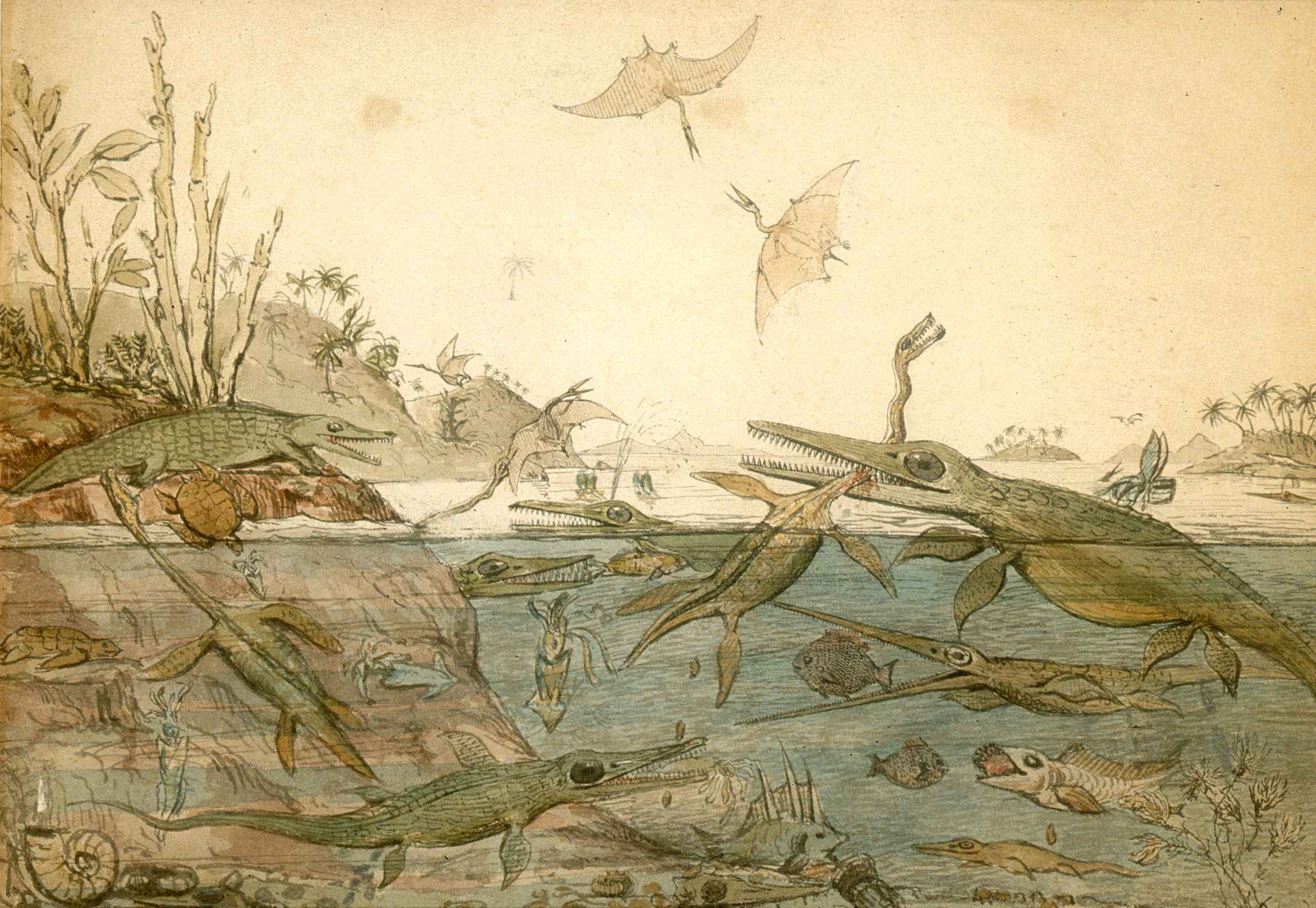
Das 1830 von Henry Thomas de la Beche gemalte Aquarell Duria Antiquior („Vorzeitliches Dorset“) mit dem Liasmeer des südenglischen Dorset ist der früheste bekannte Versuch einer Rekonstruktion eines vorzeitlichen Lebensraums mit seiner fossilen Lebewelt

Das Fach ist zumeist keine eigene akademische Disziplin, sondern in den Nachbarwissenschaften wie Geographie, Paläontologie, Archäobotanik oder Archäologie integriert.

## Forschungsgebiet und Forschungsziele
In der Paläoökologie geht es darum, den Zusammenhang von Umwelt, Klima und menschlichen Einflüssen zu beleuchten, und zwar anhand der Umwelt- und Klimaveränderungen der Vergangenheit. Die Paläoökologie versucht die Frage zu beantworten, wie sich die Umwelt entwickelt hat und wie im Lauf dieser Entwicklungen die heutige Umwelt entstanden ist.
Wesentlich ist die Langzeitbeobachtung der Wechselwirkungen von Klima und Umwelt. Daraus lassen sich Rückschlüsse über die Gesetzmäßigkeiten solcher Wechselwirkungen ziehen, die für die Beurteilung zukünftiger Klima- und Vegetationsentwicklungen relevant sind. Die Unterscheidung von natürlichen und menschlichen Einflüssen auf die Landschaftsgeschichte ist wichtig für die Frage des Naturschutzes.
Damit befriedigt die Paläoökologie nicht nur allgemein die wissenschaftliche Neugier, sondern ist auch relevant für die Vorhersage und Beurteilung zukünftiger Vegetations-, Klima- und Landschaftsentwicklungen.

## Methodisches Vorgehen

### Forschungsmaterial
Da das Klima und die Vegetation der Vergangenheit nicht unmittelbar oder in verlässlichen Aufzeichnungen zugänglich sind, muss die Paläoökologie nach „natürlichen Archiven“ suchen, in denen Spuren früherer Vegetations- und Klimaveränderungen zu finden sind. Beispiele für solche natürlichen Archive sind Ablagerungen in Seen und Mooren, aber auch das Gletschereis in Grönland.
Am Beispiel von Seesedimenten kann man sich vor Augen führen, welche Art Ablagerungen in einem See zu finden sind: abiotischer Eintrag (Erosion); biotischer terrestrischer Eintrag (Pollen, Insekten …); biotischer aquatischer Eintrag (Algen, Krebse, Foraminiferen …).
Von großer Bedeutung für die Untersuchung der Umwelt- und Klimaentwicklung in den Wüstengebieten des Südwestens der USA und Mexikos während der letzten 40'000 Jahre ist die Analyse von Abfallhaufen (englisch: pack rat midden) der Amerikanischen Buschratten.

### Datenerhebung

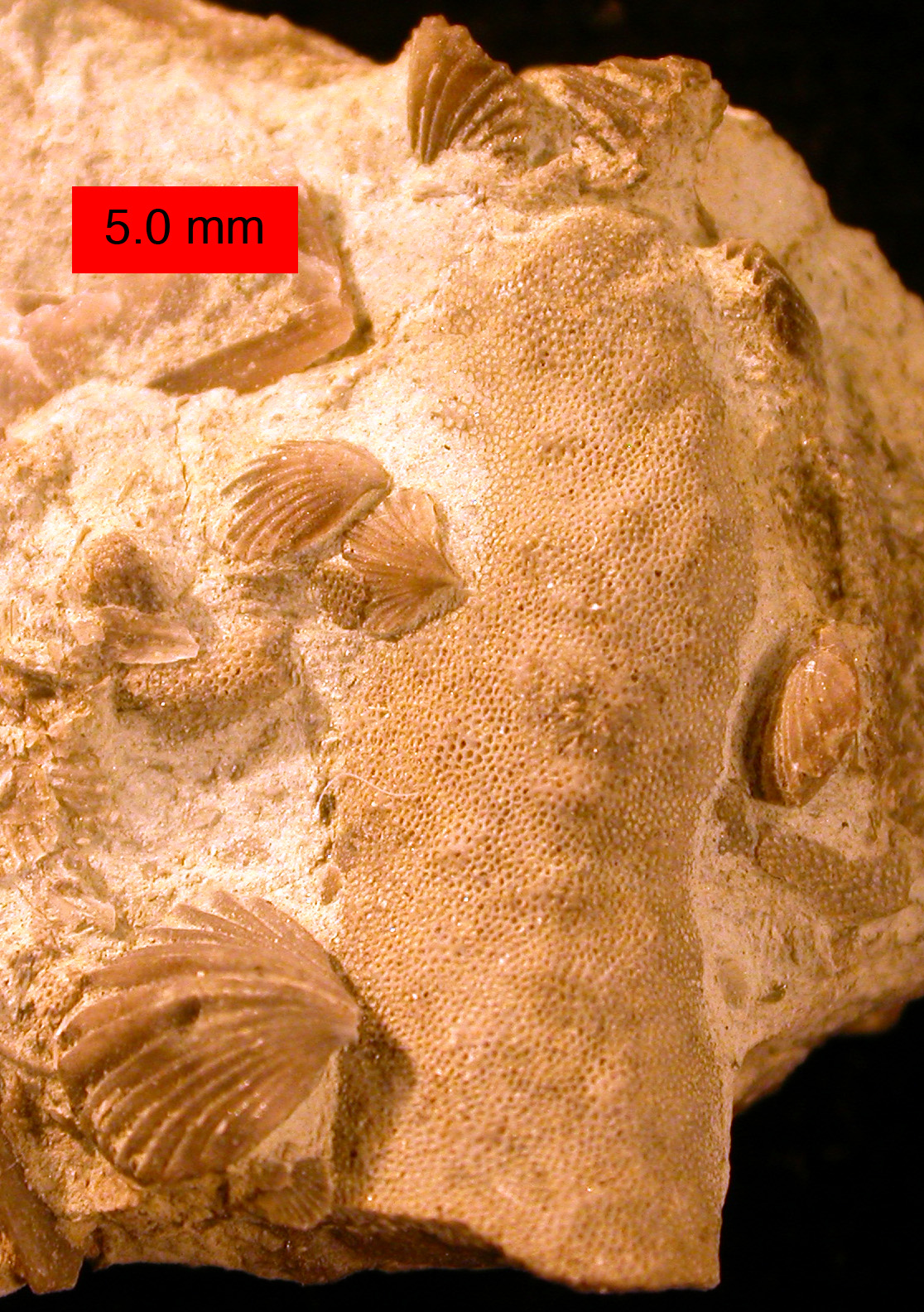
Fossilien des spiriferiden Armfüßers Zygospira modesta in Originallage auf Moostierchen (Bryozoa) aus dem Oberordovizium von Indiana

Paläoökologen untersuchen Meer- und/oder Süßwasser-Sedimente aus Bohrkernen oder geologischen Aufschlüssen. Hier sei die Arbeitsweise am Beispiel der Erforschung von Pollen-Ablagerungen dargestellt (Palynologie).
Um die Bohrkerne zu analysieren, wird in bestimmten Abständen eine kleine Menge herausgenommen und das Material nach einem bestimmten festgelegten Verfahren in mehreren Schritten gereinigt. Dabei kommen aggressive Säuren und Basen zum Einsatz, da die Pollen dagegen resistent sind, während die übrigen Ablagerungen dadurch zum größten Teil aufgelöst werden können.
Die auf diese Weise gereinigte Ablagerung wird dann unter dem Mikroskop untersucht. Dabei werden die Pollen identifiziert, d. h. einer bestimmten Pflanzenart zugeordnet, und gezählt. Die Häufigkeit bestimmter Pollenarten wird in Pollendiagrammen festgehalten.
Pflanzenpollen sind natürlich nur ein Teil dessen, was man in den Ablagerungen finden und das einem Aufschluss über die Umwelt zu jener Zeit geben kann. Makroreste (Stückchen von Baumrinden u. ä.) sind wichtig, um beurteilen zu können, ob die Pollen wirklich aus der näheren Umgebung des Sees stammen oder von weither durch den Wind herangetragen worden sind. Andere Forscher konzentrieren sich auf weitere botanische, zoologische oder physikalische Indikatoren, welche man in den Bohrkernen finden kann und die Rückschlüsse auf die Umwelt erlauben (z. B. Diatomeen, Cladoceren, Chironomiden, Vulkanasche, Sedimentkorngrößen etc.)

### Datierungsfrage
Für die Datierung der Ablagerungen gibt es zwei grundlegende Wege:
- Manche Ablagerungen sind jahreszeitlich verschieden. Daher sind Jahresschichten unterscheidbar, die sich auch abzählen lassen.
- Anhand des Gehaltes von radioaktiven Kohlenstoff-Isotopen lässt sich das C14-Alter bestimmen.

Diese beiden Referenzsysteme stimmen nicht vollständig überein. Heute sind die C14-Daten, hauptsächlich über Jahrringzählungen soweit kalibriert, dass man mit gewissen Streuungen daraus die absoluten Sonnenjahre ableiten kann.
Die Eisbohrkerne aus Grönland dienen als Langzeit-Temperaturarchiv. Aufgrund der Sauerstoffisotope im Eis und des Staubgehaltes lassen sich Rückschlüsse auf die Temperaturentwicklung ziehen. Daher liegt der Paläoökologie heute eine Kurve der Langzeit-Entwicklung der Durchschnittstemperatur vor. Diese Kurve wird als sehr zuverlässig betrachtet und dient als Referenzkurve, in die Paläoökologen ihre eigenen Datenerhebungen einpassen. Die Referenzkurve ist damit also eine Datierungshilfe.

### Voraussetzungen
Die Paläoökologie muss, um die Spuren der Vergangenheit überhaupt sinnvoll interpretieren zu können, berücksichtigen, dass die erhaltenen Pflanzenreste (Pollen und Makroreste) nur bedingt repräsentativ für die damalige Vegetation angesehen werden können, weil
- die Pflanzenarten artspezifische Ansprüche an den Standort haben und damit ihr Vorkommen lediglich ein Indikator für die klimatischen Bedingungen am Standort sind.
- sich die Morphologie der Pflanzen und ihre artspezifischen Ansprüche an die Umwelt im Lauf der Zeit geändert haben können.
- Alles unter der Bedingung, dass sich Klima und Vegetation in einem bestimmten Gebiet jeweils in einem Gleichgewicht befinden.

### Interpretation
Die Pollendiagramme geben Auskunft über die Veränderungen der Vegetation in der Zeit. Beim Interpretieren geht es darum, Gründe für diese Veränderungen zu suchen. Dafür kommt natürlich das Klima in Frage, aber auch das Wechselspiel verschiedener Pflanzenarten, der Einfluss des Menschen und anderes mehr.
Zu beachten ist bei der Interpretation, dass sich viele Entwicklungen erst mit zeitlicher Verzögerung einstellen: Nach einer Klimaveränderung brauchen die Pflanzen Zeit, zu wandern und sich an neuen Orten zu etablieren.
Sehr schön zeigt sich in der Paläoökologie, dass wir es mit einem Netzwerk des Wissens zu tun haben, dessen einzelne Teile zusammen passen müssen. Es wird versucht, Pollen, Makroreste, Insekten, C14-Datierung, unabhängige Klimadaten aus Sauerstoffisotopen etc. zu einem einheitlichen Bild zusammenzufassen. Je mehr man bereits aus anderen Quellen über eine Zeit oder eine Region weiß, desto besser abgesichert und detaillierter sind die Schlüsse, die man aus den eigenen Daten ziehen kann.